# Fontanesia phillyreoides
Fontanesia phillyreoides är en syrenväxtart som beskrevs av Jacques-Julien Houtou de La Billardière. Fontanesia phillyreoides ingår i släktet Fontanesia och familjen syrenväxter. Utöver nominatformen finns också underarten F. p. fortunei.